# دم‌خاری سینه‌راه‌راه
دم‌خاری سینه‌راه‌راه (نام علمی: Synallaxis cinnamomea) یک پرنده گنجشگ‌سان در زیرتیرهٔ Furnariinae از تیرهٔ تنورمرغان (Furnariidae) است که در کلمبیا، ترینیداد، توباگو و ونزوئلا یافت می‌شود.